# József Thury
József Thury (* 25. Dezember 1861 in Makád; † 22. Mai 1906 in Szabadka) war ein ungarischer Sprachwissenschaftler und Turkologe.

## Leben
József Thury entstammte einem reformierten Elternhaus. Er besuchte zunächst das Gymnasium in Kunszentmiklós und später in Budapest, wo er sein Abitur machte. Er interessierte sich für ungarische Frühgeschichte und die türkische Sprache. 1880 begann er ein Studium an der Universität in Budapest bei dem Orientalisten und Turkologen Ármin Vámbéry. Im Jahr 1884 unternahm er eine Studienreise in die Türkei. Danach war er als Türkischlehrer in Budapest an der Akademie der Handelskammer tätig. 1887 nahm er eine Stelle als Gymnasiallehrer in Nagykőrös an und ab 1888 unterrichtete er am reformierten Gymnasium in Kiskunhalas Latein und Ungarisch. Seit 1903 war er Mitglied der Ungarischen Akademie der Wissenschaften. Zu seinen Forschungsgebieten zählten ungarische Frühgeschichte, die Beziehungen zwischen der ungarischen und der türkischen Sprache, osmanisch-türkische Geschichte sowie Literatur und Geschichte der türkischen Sprache. Zudem hat er literarische Werke aus dem Türkischen in das Ungarische übersetzt. Im Jahr 1906 wurde er zum Professor an der Budapester Universität ernannt.
Sein Grab befindet sich auf dem alten Friedhof der reformierten Kirche in Kiskunhalas.

## Würdigung
- Zu Ehren József Thurys wurde eine Stiftung und die Bücherei in Kiskunhalas nach ihm benannt.
- Die Grundschule von Makád trägt den Namen des Turkologen

## Werke (Auswahl)
- A kasztamuni-i török nyelvjárás, 1885
- Török történetírók. Török-magyar kori történelmi emlékek., 1893–1896, (Übersetzung)
- A Zrinyiász, 1894
- A székelyek eredete, 1898
- Csagatáj szótár, 1903
- A közép-ázsiai török irodalom, 1904
- Szelaniki Musztafa leírása Szigetvár ostromáról, Reprint 1979, (Übersetzung)
- Török hadak Magyarországon, 1526-1566: Kortárs török történetírók naplórészletei, Reprint 1985, (Übersetzung)
- A magyarok eredete, őshazája és vándorlása, Reprint 1988